# 1997 HG10
1997 HG10 är en asteroid i huvudbältet som upptäcktes den 30 april 1997 av LINEAR i Socorro County, New Mexico.